# Pjegavi tinamu
Pjegavi tinamu (lat. Tinamus guttatus) je vrsta ptice koja se udomaćila u Amazoniji, sjevernoj Boliviji, jugoistočnoj Kolumbiji, sjeveroistočnom Ekvadoru, istočnom Peruu i južnoj Venecueli. Nastanjuje subtropske i tropske nizinske šume do 500 metara nadmorske visine. 
Dug je 32-36 centimetara. Kao i sve tinamuovke, hrani se voćem s tla ili niskog grmlja. Također jede i male količine beskralježnjaka, cvjetnih pupoljaka, lišća, sjemenki i korijenja. Mužjak sam inkubira jaja koja mogu biti od više ženki, najviše četiri. Inkubacija traje 2-3 tjedna. 

## Vanjske poveznice
|  | Zajednički poslužitelj ima stranicu o temi Tinamus guttatus    |
|  | Zajednički poslužitelj ima još gradiva o temi Tinamus guttatus |
|  | Wikivrste imaju podatke o taksonu Tinamus guttatus             |